# Pachyschelus solarii
Pachyschelus solarii es una especie de escarabajo joya del género Pachyschelus, familia Buprestidae. Fue descrita científicamente por Théry en 1923.